# Katie Gregson-MacLeod

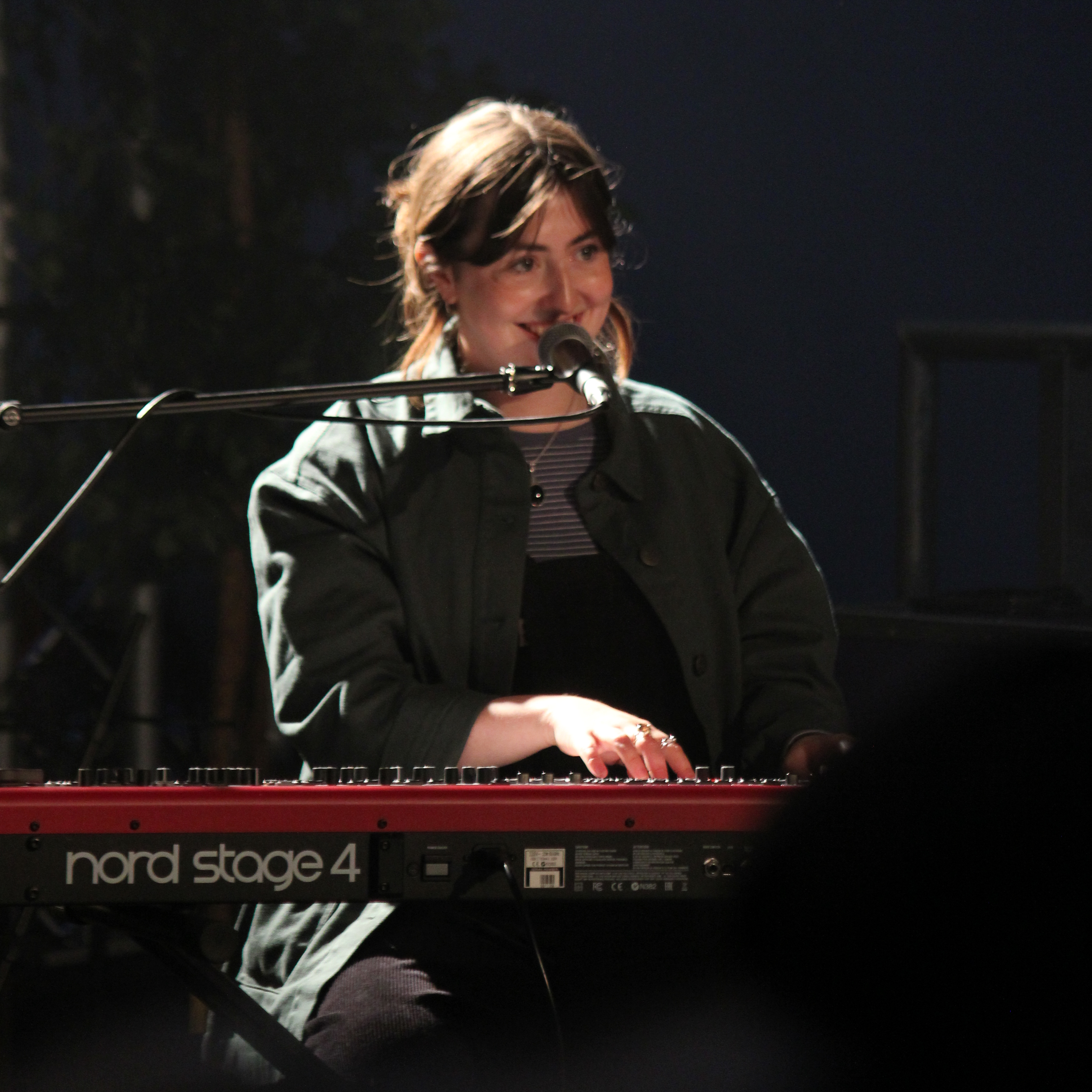
Katie Gregson-MacLeod

Katie Gregson-MacLeod (* 2001 in Inverness, Schottland, Vereinigtes Königreich) ist eine schottische Singer-Songwriterin. Sie wurde im August 2022 schlagartig bekannt, als ihr Song Complex auf TikTok viral ging.

## Biografie
Katie Gregson-MacLeod stammt aus Inverness. Sie macht seit ihrer Kindheit Musik und begann als Teenager, Lieder zu schreiben. Sie studiert Geschichte an der University of Edinburgh.
Im Juli 2020 veröffentlichte Gregson-MacLeod in Eigenregie ihre Debütsingle Still a Sad Song, 2021 dann während ihres Studiums ihre Debüt-EP Games I Play, die auf positives Echo stieß.
Am 4. August 2022 veröffentlichte Gregson-MacLeod ein kurzes Video eines Teils ihres Songs Complex auf TikTok. Über Nacht erreichte der Clip über 100.000 Aufrufe und wurde schließlich über 8 Millionen Mal angeklickt. Später in diesem Monat veröffentlichte sie eine Vollversion des Liedes. Complex wurde bei den Ivor Novello Awards 2023 als „Best Song Musically and Lyrically“ nominiert.
Nach ihrem Anfangserfolg unterschrieb Gregson-MacLeod bei Columbia Records, wo im Dezember 2022 die EP Songs Written for Piano erschien. Sie wurde von BBC Radio Scotland auf die Liste der „25 Artists to Watch“ gesetzt.

## Diskografie
- 2021: Games I Play (EP)
- 2022: Songs Written For Piano (EP, Columbia Records)